# History revue
History revue je populárně-naučný měsíčník, zaměřený na české i světové dějiny. První číslo vyšlo v roce 2008 kvůli zvýšenému zájmu čtenářů spřízněného čtrnáctideníku Epocha. Současnou šéfredaktorkou je Mgr. Ilona Kučerová. Průměrný náklad se pohybuje podle různých zdrojů od 54 000 do 82 000 kusů, ale čte jej až 220 000 čtenářů, čímž se řadí mezi nejčtenější historické časopisy v ČR. Počet stran 96+4 obálka. Časopis není určen odborným a akademickým kruhům, ale široké vrstvě laické veřejnosti, proto je psán čtivou a někdy až bulvární formou.

## Téma čísla

### Ročník 2016
- 1/2016: 5 dramatických konců panovnických rodů
- 2/2016: Ohrožení britské královny Viktorie
- 3/2016: 9 nejkrutějších tyranů starověkého Říma
- 4/2016: 9 milostných skandálů v dynastii Habsburků
- 5/2016: 6 klíčových triumfů Karla IV.
- 6/2016: 5 válečných konfliktů Ludvíka XIV.
- 7/2016: 7 levobočků českých králů
- 8/2016: Poctivý Abe
- 9/2016: 7 vlivných nacistů, kteří zradili Hitlera
- 10/2016: Odvrácená tvář republiky
- 11/2016: 9 proslulých královen válečnic
- 12/2016: Oběti nacistické zvůle

### Ročník 2017
- 1/2017: Evropa na rozcestí reformace
- 2/2017: 6 korunovaných hlav na popravčím špalku
- 3/2017: Židé v českých zemích
- 4/2017: 10 bláznů s královskou korunou
- 5/2017: Marie Terezie – 300 let od narození barokní panovnice
- 6/2017: 13 nejkrutějších diktátorů 20. století
- 7/2017: Československá armáda za okupace
- 8/2017: 6 největších selských bouří, které zpustošily Evropu
- 9/2017: Fenomén Masaryk
- 10/2017: 11 největších skandálů na panovnických dvorech Evropy
- 11/2017: Nacisté a umění
- 12/2017: 7 královských matek

### Ročník 2018
- 1/2018: 8 osudových osmiček české historie
- 2/2018: Druhá světová válka v Africe
- 3/2018: 8 královských vězňů
- 4/2018: Skandály Lucemburků
- 5/2018: Prokletá rodina císařovny Sisi
- 6/2018: Dějiny církevního státu
- 7/2018: 17 nejhorších Čechů
- 8/2018: Srpnová invaze 1968
- 9/2018: Mocní Borgiové
- 10/2018: 9 zločinů v režii Přemyslovců
- 11/2018: Horší než válka
- 12/2018: 7 ztracených civlizací předkolumbovské Ameriky

### Ročník 2019
- 1/2019: Stavitelé katedrál
- 2/2019: 7 špionů, kteří zlomili Hitlerovi vaz
- 3/2019: Starověké Řecko
- 4/2019: 6 odbojářů mezi českými umělci
- 5/2019: Fiasko Napoleona v Rusku
- 6/2019: 8x profese a záliby Habsburků
- 7/2019: 50 let od přistání člověka na Měsíci
- 8/2019: 7 černých ovcí mezi Romanovci
- 9/2019: 8 nejmocnějších milenek francouzských králů
- 10/2019: Temný podzim 1939 v protektorátu
- 11/2019: 7 dramatických povstání české šlechty
- 12/2019: Zrádné přátelství Mussoliniho a Hitlera

### Ročník 2020
- 1/2020: 7 českých stíhačů ve službách RAF

## History revue speciál
Dvakrát ročně (na jaře a na podzim) vychází speciál. Jeho témata byla následující:
- 1/2009: 50 nejslavnějších mileneckých párů
- 1/2010: 44 nejmocnějších říší světa. Dramatické vzestupy a pády
- 2/2010: 99 osudových momentů v dějinách lidstva
- 1/2011: 55 největších tyranů v dějinách světa
- 2/2011: 100 nejmocnějších žen světa
- 1/2012: 66 černých ovcí královských rodů
- 2/2012: 99 osudových momentů české historie
- 1/2013: 77 největších zločinců Třetí říše
- 2/2013: 111 nevyjasněných záhad světových dějin
- 1/2014: 100 nejmocnějších mužů v dějinách světa
- 2/2014: 88 klíčových okamžiků dějin
- 1/2015: 99 největších osobností, které změnily české dějiny
- 2/2015: 77 největších válečných omylů všech dob
- 1/2016: 100 nejslavnějších procesů v dějinách světa
- 2/2016: 101 nejkrvavějších bitev v dějinách lidstva
- 1/2017: 99 fascinujících tajemství českých hradů a zámků
- 2/2017: 111 nevyřešených záhad starověkého Egypta
- 1/2018: 33 nejmocnějších panovnických dynastií v dějinách Evropy
- 2/2018: 66 největších záhad 2. světové války
- 1/2019: 50 nejvlivnějších šlechtických rodů, které psaly české dějiny
- 2/2019: 101 osudových revolucí, povstání a vzpour, které změnily svět
- 1/2020: 77 nejslavnějších mileneckých párů české historie
- 2/2020: 44 nejmocnějších knížat a králů v českých dějinách
- 1/2021: 111 nejvýznamnějších Čechů všech dob
- 2/2021: 99 nejkrvavějších válek & tažení v dějinách lidstva
- 1/2022: 111 největších skandálů v dějinách lidstva
- 2/2022: 200x nejvlivnější ženy, které změnily historii lidstva
- 1/2023: 88 fascinujících záhad české historie
- 2/2023: 101 osudových tragédií královských rodů
- 1/2024: 100 největších skandálů, které otřásly českými zeměmi
- 2/2024: 77 mocichtivých milenek, které místo králů vládly světu[1]